# Distretto di Pataz
Il distretto di  Pataz è uno dei tredici distretti della provincia di Pataz, in Perù. Si trova nella regione di La Libertad e si estende su una superficie di  467,44 chilometri quadrati.